# Arheološko nalazište uz groblje na Slimenu
Arheološko nalazište uz groblje, arheološko nalazište na Slimenu, Omiš.

## Opis
Groblje se nalazi kod župne crkve sv. Ivana krstitelja. Prilikom proširenja groblja nađeni grobovi s ranosrednjovjekovnim naušnicama iz 9. st. Nalazi su pohranjeni u Muzeju grada Omiša.

## Zaštita
Pod oznakom RST-1401 zavedeno je kao nepokretno kulturno dobro - pojedinačno, pravna statusa zaštićena kulturnog dobra, klasificirano kao "arheološka baština".